# 萊特湖
萊特湖（英語：Light Lake），是南極洲的湖泊，位於南奧克尼群島的西格尼島西部，處於圖拉角以東0.4公里，由英國南極名稱諮詢委員命名，現時由南極條約體系管理。